# Serixia curta
Serixia curta là một loài bọ cánh cứng trong họ Cerambycidae.